# Valley Girl (film, 1983)
Cet article concerne le film original. Pour le remake musical, voir Valley Girl (film, 2020).
Pour les articles homonymes, voir Valley Girl (homonymie).
Pour plus de détails, voir Fiche technique et Distribution.
Valley Girl est une comédie américaine réalisée par Martha Coolidge, sorti en 1983. L'origine du concept de « valley girl » vient d'une approche comique des tournures de langage et des modes de vie qui ont dominé la Vallée de San Fernando à l'est de Los Angeles (Californie), à la fin du XXe siècle.

## Synopsis
Un couple totalement opposé, Julie Richman qui vient de la banlieue, Randy, un punk de la ville, vont tomber amoureux l'un de l'autre.

## Fiche technique
- Titre original : Valley Girl
- Réalisation : Martha Coolidge
- Scénario : Wayne Crawford et Andrew Lane
- Photographie : Frederick Elmes
- Montage : Éva Gárdos
- Musique : Richard Butler, The Plimsouls, The Payolas, Peter Case, Josie Cotton, Scott Wilk
- Production : Wayne Crawford et Andrew Lane
  - Production exécutive : Thomas Coleman et Michael Rosenblatt
- Société de distribution : Atlantic Releasing
- Pays de production :  États-Unis
- Langue : anglais
- Budget : 350 000 $
- Date de sortie : États-Unis : 8 avril 1983

## Distribution
- Nicolas Cage : Randy
- Deborah Foreman : Julie Richman
- Elizabeth Daily : Loryn
- Michael Bowen : Tommy
- Cameron Dye : Fred Bailey
- Heidi Holicker : Stacey
- Michelle Meyrink : Suzi Brent
- Tina Theberge : Samantha
- Lee Purcell : Beth Brent
- Colleen Camp : Sarah Richman
- Frederic Forrest : Steve Richman
- David Ensor : Skip
- Joanne Baron : Mademoiselle Lieberman

## Remake
En 2020, un remake a été produit par Orion Classics et Metro-Goldwyn-Mayer. Néanmoins, alors que le film original était une comédie romantique classique, cette nouvelle version est également un film musical. Sous forme de comédie musicale juke-box, elle utilise des chansons célèbres des années 1980.
Jessica Rothe interprète le rôle Julie Richman et Josh Whitehouse (en) celui de Randy